# Smaragdhoppspindel
Smaragdhoppspindel (Heliophanus dubius) är en spindelart som beskrevs av Koch C.L. 1835. Smaragdhoppspindel ingår i släktet Heliophanus och familjen hoppspindlar. Arten är reproducerande i Sverige. Inga underarter finns listade i Catalogue of Life.